# 保罗·皮佐
保罗·皮佐（義大利語：Paolo Pizzo，1983年4月4日—），意大利男子击剑运动员。他曾获得2011年和2017年世界击剑锦标赛男子重剑个人冠军。他也获得2016年夏季奥运会男子重剑团体银牌。